# Rentgenová radiografie uměleckých děl
Rentgenová radiografie uměleckých děl je neinvazivní analytická technika, která umožňuje zkoumání hlubších vrstev obrazu nebo vnitřní struktury trojrozměrných objektů.

## Princip metody
Rentgenová radiografie využívá vlastnosti rentgenových paprsků pronikat všemi vrstvami obrazu. Přitom dochází k absorpci fotonů některými pigmenty, které se na výsledném radiogramu objeví jako tmavší. Do dvourozměrného rentgenogramu se promítají všechny struktury, kterými záření prošlo a pro dostatečně kontrastní snímek je třeba zbavit se šumu. Lze tak získat poznatky o technologii malby nebo např. dokumentovat stav uměleckého díla před jeho zapůjčením na výstavu. Intenzita použitého záření je velmi nízká (nižší než např. při medicínském rentgenovém snímkování) a zkoumané dílo  nijak nepoškozuje. Pro detekci procházejícího záření se používají digitální detektory, které mají vysoký dynamický rozsah a regulaci kontrastu. Rozlišení obrazu je závislé na velikostí pixelů detektoru a na velikosti bodového zdroje záření. Maximální možné rozlišení rentgenogramu je dané velikostí bodového zdroje záření - tzn. plochy emitující fotony. Zobrazené detaily na rentgenogramu jsou vždy větší, než polovina této plochy. Pro zvětšení je limitující plocha detektoru. Tak např. pro detektor o rozměrech 400 x 400 mm je při stonásobném zvětšení možné zobrazit předmět do průměru 4 mm.
Pro podrobnější informaci o struktuře obrazu a pro trojrozměrné předměty lze využít technické počítačové tomografie při které je předmět umístěn na otáčivém stolku a rentgenový zdroj i detektor jsou statické (na rozdíl od medicinského tomografu, který pracuje s prozařováním z více úhlů). RTG spektrum je spojité, s maximem rovným urychlovacímu napětí. Urychlovací napětí lze regulovat, aby bylo možné zachytit materiály o různé prostupnosti. Zvětšení obrazu je dosaženo přiblížením předmětu ke zdroji záření, ale zároveň se tak snižuje rozlišení obrazu. Výsledný tomografický řez je složen ze stovek až tisíců projekčních úhlů a skládá se pomocí počítačového programu.
Nejvyspělejší technologie pracuje s robotickými skenery (RToo, výrobek firmy Radalytica), které synchronně posunují emitor rentgenových paprsků a detektor na protější straně obrazu a umožňují tak nasnímat i velké plochy. Firma InsightArt využívá částicový detektor, vyvinutý v CERN a používaný i ve vesmírném výzkumu. Detektor o velikosti 256 x 1280 pixelů při 55 μm, vyráběný českou firmou ADVACAM, dokáže rozlišit jednotlivé fotony i jejich vlnovou délku a poskytuje tak výstup v barvách spektra. Protože detekuje jednotlivé fotony, není zatížen elektronickým šumem a lze na něm nastavit prakticky jakýkoli kontrast i dynamický rozsah. Lze z něj vyčíst např. materiálové složení na základě detekce jednotlivých prvků v použitých pigmentech a získat tak informace o podmalbách nebo další podrobnosti, které umožňují určit s větší jistotou autorství díla. Stejný robotický systém, který pracuje s kontinuálním synchronizovaným pohybem zdroje a detektoru lze s výhodou použít i ke zkoumání trojrozměrných objektů.

### Příbuzné techniky

#### Makroskopická rentgenová fluorescenční analýza
Zdroj rentgenového záření se využívá také při kvantitativní analýze prvků obsažených v pigmentech, jako je olovo, rtuť nebo měď, pomocí fluorescence (MA-XRF). Detektor přitom měří záření emitované ionizovanými atomy prvků. 

#### Makroskopická rentgenová difrakce
K jemnějšímu rozlišení olovnatých pigmentů na bázi minia (Pb3O4), oxidu olovnatého (PbO), hydrocerussitu (2PbCO3 · Pb(OH)2 a neapolské žluti (Pb2Sb2O7) nebo sloučenin železa hematitu a goethitu se využívá rentgenové difrakce, často spolu měřením fluorescence.

#### Počítačová rentgenová laminografie
Tato metoda slouží k detailnímu zkoumání jednotlivých vrstev (stratigrafie) malby. Kombinuje sérii dvourozměrných radiografických záznamů pořízených pod různými úhly naklonění vzorku vzhledem ke zdroji rentgenového záření. Typický CXL sken je složen z 1000 až 3600 individuálních radiogramů velikosti 2048 x 2048 pixelů o velikosti (s rozlišením) 0.28 až 1.4 mikrometrů. 
Pro zkoumání přítomnosti a složení organických látek v uměleckých objektech se užívá neutronová radiografie.

## Využití

#### Raffaelův obraz Madona s dítětem
Robotický skener byl použit pro zkoumání Raffaelovy Madony s dítětem (tzv. Pražské madony), která měla dramatické osudy a autorství bylo s jistotou potvrzeno teprve roku 2020. Obraz Madony objednal roku 1517 papež Lev X. pro Loreto. Z Itálie se obraz dostal roku 1798 s napoleonskými vojsky do Paříže, po roce 1813 byl prodán do Londýna a roku 1928 se vrátil do Paříže. Zde znečištěný obraz ve špatném stavu koupil malíř Ernst Bleuer, který ho přivezl do Prahy a během restaurování objevil Raffaelův podpis a letopočet MDXVII (1517). Od Bleuera obraz koupil galerista Otomar Švehla a roku 1936 ho vystavil v Praze. Obraz byl v majetku Švehlovy rodiny do roku 1992, kdy ho na Slovensku zakoupil podnikatel Jaroslav Hřebíček. Přestože byl roku 1993 prohlášen za kulturní památku, Hřebíček ho vyvezl do Švýcarska a prodal. V letech 2002-2019 obraz restauroval Raymund Ondráček a po něm další dva čeští restaurátoři Jiří Lauterkaranc a Jiří Živný pod dohledem mezinárodní komise kunsthistoriků. Dlouho se předpokládalo, že obraz namaloval Raffaelův žák Giulio Romano a Raffael ho jen podepsal. Teprve analýza obrazu metodou spektrální rentgenové radiografie prokázala, že  dílo maloval sám Raffael bez přispění svých dílenských pomocníků a žáků.

#### Vanitas, Národní galerie v Praze
Pomocí rentgenové radiografie byla zkoumána raně renesanční soška Vanitas (1530) ze sbírky Národní galerie. Za použití relativně vysokého urychlovacího napětí rentgenového zdroje (160 kV) byly zobrazeny spojovací kovové prvky a zbytky polychromie s obsahem prvků o vysokém atomovém čísle (stříbro, olovnatá běloba, železité pigmenty). Při využití počítačové tomografie byly výsledné příčné řezy získány složením 400 projekcí rotujícího objektu. K vizualizaci tomografické rekonstrukce celé sochy lze použít software, který barevně odlišuje různé struktury nebo odliší hmotu původní sošky, zhotovené z jednoho kusu lipového dřeva a drobných poškozených částí, doplněných dřevem větší hustoty.

#### Archeologické objekty
Rentgenová radiografie je hlavní metodou pro nedestruktivní zkoumání egyptských mumií. Jako jediná dokáže odhalit obsah malých mumií zvířat, jako jsou Ibisové, mláďata krokodýlů nebo psa.